# كفر الجراية
قرية كفر الجراية هي إحدى القرى التابعة لمركز الزقازيق في محافظة الشرقية في جمهورية مصر العربية. حسب إحصاءات سنة 2006، بلغ إجمالي السكان في كفر الجراية 3253 نسمة، منهم 1698 رجل و1555 امرأة.